# Rhynchothorax oblongus
Rhynchothorax oblongus is een zeespin uit de familie Rhynchothoracidae. De soort behoort tot het geslacht Rhynchothorax. Rhynchothorax oblongus werd in 1977 voor het eerst wetenschappelijk beschreven door Pushkin. 